# Cîntecele Mariei Tănase (box set)

Cîntecele Mariei Tănase este un set compus din cinci discuri de vinil cu piese interpretate de cântăreața de muzică populară Maria Tănase. Acompaniază dirijorii: Ionel Banu (C2 to C5, C7, D2, D4, D5, H5, I1), Nicușor Predescu (D1, E2, F2, F3, F6, F7, G6, H3), Victor Predescu (A3, A7, B1, C1, C6, D3, E1, E3 to F1, G1 to G5, H1, H2, H4, I2 to J4). Orchestra De Muzică Populară A Radioteleviziunii (A3, A7, B1, G1 to J4), Orchestra Ionel Banu (C2 to C5, C7, D2, D4, D5), Orchestra Nicușor Predescu (D1, E2, F2, F3, F6, F7), Orchestra Victor Predescu (C1, C6, E1, E3 to F1) , ???: (A1, A2, A4 - A6, B2 - B7).

## Detalii ale albumului
- Gen: Folklore, World, Country
- Style: Folklore
- Sunet: Stereo
- Label: Electrecord
- Catalog #: EPE 0135 • 0193 • 0221 • 0282 • 01282
- Format: 5 x Vinyl, LP, Mono, Repress, Box Set
- Limba: Romana
- Data Lansarii:

## Lista pieselor
EPE 0135
- 01 - A1 - Doina din Maramures [3:57]
- 02 - A2 - Lung ii frumul Gorjului [3:24]
- 03 - A3 - Doda, doda [4:32]
- 04 - A4 - Aseara ti-am luat basma [3:08]
- 05 - A5 - Cîntec din Oas [2:09]
- 06 - A6 - Pe vale, tato, pe vale [2:11]
- 07 - A7 - Bun ii vinul ghiurghiuliu [3:39]
- 08 - B1 - Cine iubeste si lasa [3:24]
- 09 - B2 - Mai Gheorghita, un-te duci? [3:05]
- 10 - B3 - Asta noapte te-am visat [3:03]
- 11 - B4 - Iac-asa [2:15]
- 12 - B5 - Aseara vîntul batea [2:52]
- 13 - B6 - Ciuleandra [3:17]
- 14 - B7 - Dragi mi-s cîntecele mele [3:45]

EPE 0193
- 15 - C1 - Butelcuta mea [1:30]
- 16 - C2 - Frica mi-e ca mor ca mîine [4:05]
- 17 - C3 - Mi-am pus busuioc in par (Ion Vasilescu) [3:30]
- 18 - C4 - Mîine toti recrutii pleaca [4:06]
- 19 - C5 - Marioara [3:05]
- 20 - C6 - Colo-n vale-n gradinita [2:30]
- 21 - C7 - Am iubit si-am sa iubesc [2:20]
- 22 - D1 - Uhai, bade [2:05 ]
- 23 - D2 - Agurida [4:10]
- 24 - D3 - Marie si mariora [2:25]
- 25 - D4 - Hai iu, iu [3:45]
- 26 - D5 - Se teme ion ca moare [3:10]
- 27 - D6 - Tulnicul [2:40]

EPE 0221
- 28 - E1 - Lume, lume [4:35]
- 29 - E2 - Trei focuri ard pe lume [4:37]
- 30 - E3 - Un tigan avea o casa [4:00]
- 31 - E4 - Bade, din dragostea noastra [4:00]
- 32 - E5 - Valeleu [1:45]
- 33 - E6 - Hai maica, la iarmaroc [4:15]
- 34 - E7 - Pe deal pe la Cornatel [2:10]
- 35 - F1 - Zise muma catre mine [4:25]
- 36 - F2 - Nici acela nu-i fecior [2:45]
- 37 - F3 - Nu vine mîndru, nu vine [4:00]
- 38 - F4 - Trenule, masina mica [3:35]
- 39 - F5 - Doina din Golj [3:56]
- 40 - F6 - Cîte mute, cîte slute  [3:10]
- 41 - F7 - Am avut trei mîndrulite [4:00]

EPE 0282
- 42 - G1 - Pîrîus, apa vioara [3:40]
- 43 - G2 - Cîntec de nunta din Fagaras (Iese muma Soarelui) [6:10]
- 44 - G3 - Cîntec de leagan [4:55]
- 45 - G4 - Asta iarna era iarna [3:10]
- 46 - G5 - Pîna cînd nu te iubeam [4:15]
- 47 - G6 - Cînd toca la Radu Voda [4:35]
- 48 - H1 - Cît ii Maramuresul [3:55]
- 49 - H2 - Uite dealu, uite via [2:55]
- 50 - H3 - Pe ulita, mai colea [6:32]
- 51 - H4 - Lunca, lunca [3:20]
- 52 - H5 - Si-am zis verde si una [3:15]
- 53 - H6 - Batrînete, haine grele [4:17]

EPE 01282
- 54 - I1 - Ma dusei sa trec la Olt [3:30]
- 55 - I2 - Cine m-aude cîntînd [5:29]
- 56 - I3 - Tataise si-o cumnata [3:00]
- 57 - I4 - As ofta sa-mi iasa focul [3:00]
- 58 - I5 - Eu pe bade-am intrebat [2:22]
- 59 - J1 - Maria neichii, Marie [5:10]
- 60 - J2 - Foaie verde maracine [3:40]
- 61  - J3 - Toderel [2:35]
- 62 - J4 - Ce mi-i drag mie Varare [ 4:35]